# Gunther Sieg
Pour les articles homonymes, voir Sieg (homonymie).
Gunther Sieg (né le 30 juin 1936 à Munster et mort le 9 janvier 2008 à Lengerich) est un homme politique allemand et membre du Landtag de Rhénanie-du-Nord-Westphalie (SPD).

## Biographie
Après avoir étudié à l'école élémentaire et au lycée, il étudie le droit à l'Université de Münster. Il réussit les premier et deuxième examens d'État et travaille pour l'Association régionale de Westphalie-Lippe et comme avocat.
Sieg devient membre du SPD en 1964. Il est présent dans de nombreux organes du parti, comme vice-président du sous-district.

## Maire
Gunther Sieg est maire de la vieille ville de Tecklembourg de 1969 jusqu'à la réforme municipale de 1974. Dans la ville de Tecklembourg, nouvellement formée par la réforme municipale, il est maire de 1979 à 1984.

## Parlementaire
Du 29 mai 1980 au 2 juin 2005, Sieg est membre du Landtag de Rhénanie-du-Nord-Westphalie en représentant la 97e circonscription Steinfurt III.
De 1963 à 1989, Sieg est membre du conseil municipal de Tecklembourg et du conseil de l'arrondissement de Tecklembourg de 1968 à 1975 et au conseil de l'arrondissement de Steinfurt de 1975 à 1981.

## Autres
Sieg est membre de la douzième Assemblée fédérale, qui élit en mai 2004 le président fédéral Horst Köhler.